# Lake Butler (hrabstwo Union)
Lake Butler – miasto w Stanach Zjednoczonych, w stanie Floryda, siedziba administracyjna hrabstwa Union.